# Lista över hypersnabba stjärnor

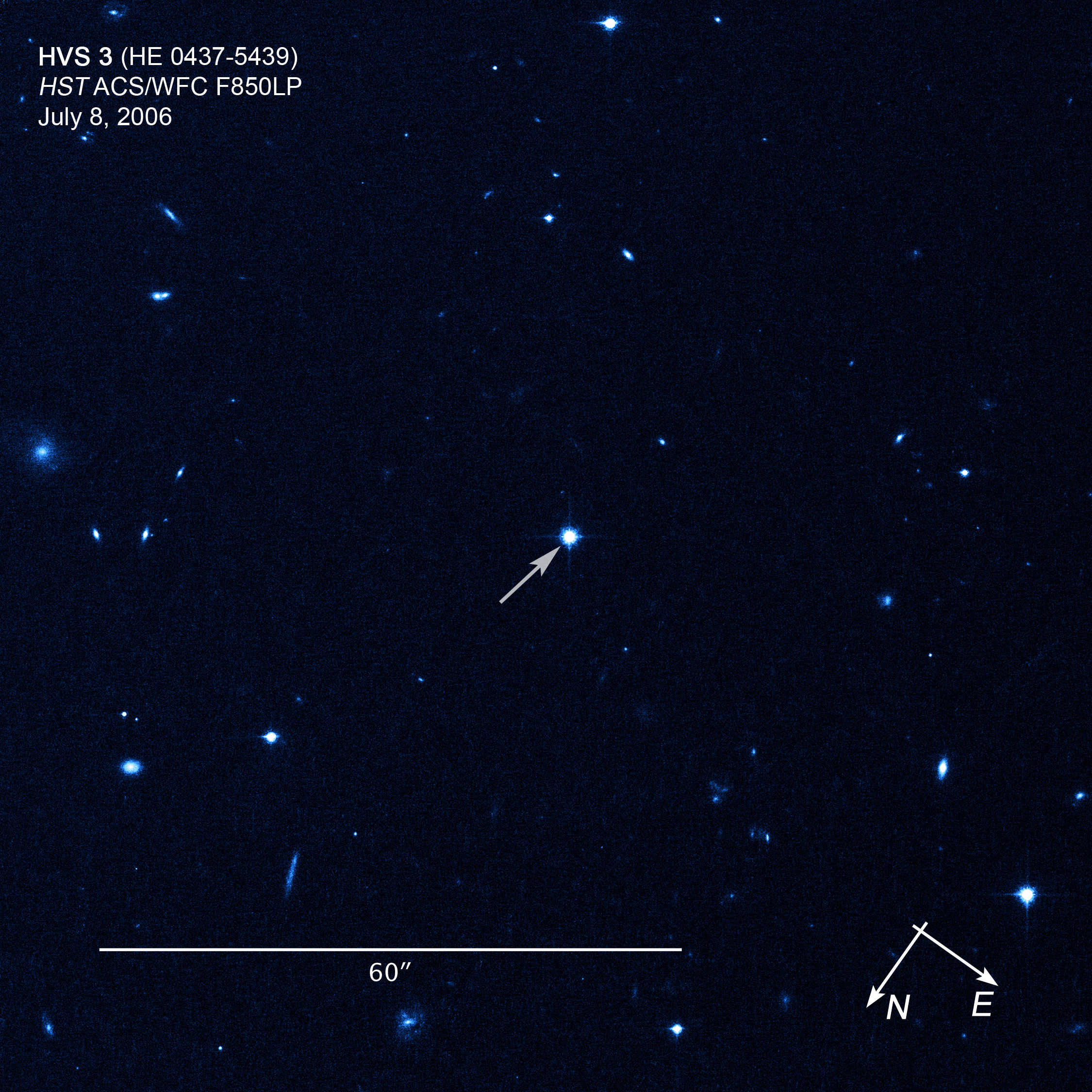
Fotografi över positionen för den hypersnabba stjärnan HE 0437-5439 i Svärdfiskens stjärnbild.

Listan över hypersnabba stjärnor (HVS, HyperVelocity Star) är en lista över kända och bekräftade HVS-stjärnor 2014. En vanlig stjärna kan röra sig med hastigheter på ungefär 100 km/s. En hypersnabb stjärna kan ha hastigheter på upp emot 1000 km/s, vilket betyder att de kan ha hastigheter som överstiger flykthastigheten för galaxen.
Vid utgången av 2014 var ungefär 20 hypersnabba stjärnor kända. Astronomerna räknar med att det finns ungefär 1000 hypersnabba stjärnor i Vintergatan, vilket gör dem till en mycket ovanlig grupp av stjärnor, med tanke på att Vintergatan innehåller ungefär 100 miljarder stjärnor.

## Lista över HVS-stjärnor[1]
- HVS-1 SDSS J090744.99+024506.8 eller LAMOST-HVS1
- HVS-2 SDSS J093320.86+441705.4
- HVS-3 HE 0437-5439 eller GSC2 S01132011256
- HVS-4 SDSS J091301.00+305120.0
- HVS-5 SDSS J091759.42+672238.7
- HVS-6 SDSS J110557.45+093439.5
- HVS-7 SDSS J113312.12+010824.9
- HVS-8 SDSS J094214.04+200322.1
- HVS-9 SDSS J102137.08-005234.8
- HVS-10 SDSS J120337.85+180250.4
- HVS-11 Objekt-ID:587728949047460025
- HVS-12 Objekt-ID:587726033851515031
- HVS-13 Objekt-ID:588848899905290419
- HVS-14 Objekt-ID:587732577236484229
- HVS-15 Objekt-ID:587724650864771241
- HVS-16 Objekt-ID:587742954934698122